# Gymnelema rougemontii
Gymnelema rougemontii is een vlinder uit de familie zakjesdragers (Psychidae). De wetenschappelijke naam van deze soort is voor het eerst geldig gepubliceerd in 1891 door Heylaerts.